# Паунал (Вермонт)
Паунал (англ. Pownal) — місто (англ. town) в США, в окрузі Беннінґтон штату Вермонт. Населення — 3258 осіб (2020).

## Демографія
Згідно з переписом 2010 року, у місті мешкало 3527 осіб у 1429 домогосподарствах у складі 990 родин. Було 1614 помешкання
Расовий склад населення:
| - 97,9 % — білих - 0,5 % — корінних американців - 0,3 % — чорних або афроамериканців - 0,3 % — азіатів |

До двох чи більше рас належало 0,8 %. Частка іспаномовних становила 1,0 % від усіх жителів.
За віковим діапазоном населення розподілялося таким чином: 22,7 % — особи молодші 18 років, 62,5 % — особи у віці 18—64 років, 14,8 % — особи у віці 65 років та старші. Медіана віку мешканця становила 43,3 року. На 100 осіб жіночої статі у місті припадало 106,3 чоловіків;  на 100 жінок у віці від 18 років та старших — 98,8 чоловіків також старших 18 років.
Середній дохід на одне домашнє господарство  становив 69 587 доларів США (медіана — 59 458), а середній дохід на одну сім'ю — 73 944 долари (медіана — 70 427). Медіана доходів становила 48 028 доларів для чоловіків та 37 357 доларів для жінок. За межею бідності перебувало 13,1 % осіб, у тому числі 22,7 % дітей у віці до 18 років та 7,2 % осіб у віці 65 років та старших.
Цивільне працевлаштоване населення становило 1839 осіб. Основні галузі зайнятості: освіта, охорона здоров'я та соціальна допомога — 29,1 %, виробництво — 23,7 %, роздрібна торгівля — 11,6 %, будівництво — 6,4 %.